# 獨家保鑣
《獨家保鑣》（英語：V-Focus）2016年三立華人電視劇八點檔系列第17部作品 。由金牌風華影像製作公司製作。由謝佳見、黃薇渟、洪小鈴、孫沁岳領銜主演。2016年9月21日開鏡，三立都會台於10月26日晚上8點首播，東森綜合台則於當天晚上9點播出。本劇於12月14日起創立官方粉絲專頁。2017年1月23日全劇殺青，1月24日播出最終回，1月26日於Vidol播出最終回隱藏完整版。接檔《我的極品男友》。